# 원거리 지진해일

대표적인 원거리 지진해일 2004년 인도양 지진해일인 당시 쓰나미가 이동하는 모습을 그린 지도. 인도양 동편의 인도네시아부터 해서 인도양 너머의 동아프리카 등 여러 국가까지 도달하는 모습이 보인다.

원거리 지진해일(일본어: 遠隔地津波, Teletsunami, distant tsunami, distant-source tsunami) 또는 대양 지진해일(ocean-wide tsunami, trans-ocean tsunami)은 관심 지역에서 1,000 km 이상 떨어져 있거나 3시간 이상 이동해야 하는 먼 곳에서 발생해서 도달하는 지진해일로 때로는 바다의 끝에서 끝을 건너서 도달하는 경우도 있다. 대표적인 원거리 지진해일로 1755년 리스본 지진, 1960년 발디비아 지진, 1964년 알래스카 지진, 2004년 인도양 지진해일, 2011년 도호쿠 지방 태평양 해역 지진, 2021년 사우스샌드위치 제도 지진 등이 있으며 전부 대규모 지진으로 발생했다.
원거리 지진해일은 여러 가지 방법으로 형성될 수 있으며 가장 일반적으로 발생하는 원인은 규모 M7.5 이상의 지진이다. 충상단층이 만들어 내는 수직 변위가 주향이동단층으로 만들어지는 측면 변위보다 원거리 지진해일을 만들어 낼 가능성이 더 크다. 이 때문에 밀도가 높은 해양 지각이 밀도가 낮은 대륙 지각 아래로 파고들 때 만들어지는 섭입대에서 원거리 지진해일이 만들어질 위험성이 더 높다. 이런 대표적인 섭입대가 북아메리카의 태평양 해안에 있는 캐스케이디아 섭입대가 대표적인 예시이다. 또한 알류샨 제도와 알래스카만을 따라 이어지는 섭입대 지역도 대규모 연안 지진과 원거리 지진해일을 만들어 낼 가능성이 높다.

## 특성
원거리 지진해일의 일반적인 특성은 일반적인 지진해일의 특성과 비슷하다. 각 너울 사이의 간격은 5분에서 60분까지 다양하지만 보통 10분에서 30분 사이가 주기이다. 원거리 지진해일이 이동하는 속도는 수심에 따라 달라지며 수심이 얕아질수록 속도가 감소한다. 평균적으로 태평양을 지나는 지진해일의 속도는 약 773 km/h이지만 수심에 따라 해일의 높이는 수십 cm에 불과하다. 진폭은 매우 낮고 약 80 km에서 240 km에 달하는 매우 넓은 파장으로 대양에 있는 선박은 지진해일이 지나가는 것을 느낄 수 없다. 또한 2004년 인도양 지진해일 당시 연안에 있던 스쿠버다이버들은 수중에서 이리저리 휩쓸렸지만 그 위에 떠 있던 배는 영향을 받지 않아 쓰나미가 지나가는 걸 알아차리지 못했다.
원거리 지진해일은 보통 하나의 파도가 아니라 일련의 여러 파도로 구성된다. 이 파도의 수는 그때그때 다르지만 과거 데이터에 따르면 보통 2개에서 10개 사이의 파도가 밀려온다. 보통 첫 파도가 가장 높은 파도가 아니다. 2004년 인도양 지진해일의 경우 두 번째 파도가 제일 높았으며 1964년 알래스카 지진 당시 지진해일은 네 번째 파도가 제일 높았다. 이 때문에 첫 번째 파도가 물러나면 지진해일이 완전히 끝났다고 잘못 인식해 호기심이나 안심하고 해안에 다시 가다가 두 번째로 온 파도에 휩쓸려 큰 피해를 입을 수 있다.
해안가의 물은 보통 첫 번째 지진해일이 닥치기 전에 물러나고 이후 많은 목격자들은 다가오는 원거리 지진해일의 소리가 기차나 제트기가 지나가는 것 같은 매우 큰 소리였다고 말했다.
구형의 지구 표면에서 발생한 지진해일은 지구 반대편 지점(대척점)에서 다시 집중된다. 따라서 칠레 연안에서 발생한 지진해일은 태평양을 사이에 두고 대척점에 가까운 일본에 피해를 입히기 쉽다는 특성이 있다. 이와 마찬가지로 태평양의 중심에 있고 5,000 m의 심해저에 둘러싸인 하와이는 환태평양 각지에서 발생한 지진해일을 감쇠 없이 그대로 타격받기 때문에 지진해일 피해를 입기 쉽다. 실제로 2011년 12월 5일 미국 항공우주국(NASA)의 인공위성 제이슨-1의 관측을 통해 2011년 도호쿠 지방 태평양 해역 지진 당시 발생한 지진해일이 태평양의 여러 해령의 영향으로 방향이 바뀌어 진원지에서 수천 km 떨어져 있는 해상에서 양쪽에서 오던 지진해일이 합쳐졌고, 그 결과 더욱 강력한 해일로 바뀌었다는 결과를 발표했다.

## 지진해일 감시와 경보
원거리 지진해일은 보통 큰 규모의 지진으로 발생하지만 지진해일의 영향을 받는 지역은 진앙으로부터 매우 멀리 있어 지진의 흔들림은 느끼지 못한다. 또한 원거리 지진해일은 해일이 해안선 인근에 닿기 전까지는 제대로 보이지 않는다. 이에 쓰나미 경보 체계를 구축하기 위해 여러 과학 기관이 협력하기 시작했으며 다가오는 지진해일을 미리 경보해 비상 대비를 하고 대피할 수 있도록 유도한다. 대표적으로 하와이의 태평양 지진해일 경보 센터(PTWC)는 섬나라를 포함해 태평양 부근의 거의 모든 국가에 태평양에서 발생한 원거리 지진해일 경보를 제공한다.
미국 알래스카주 파머에 있는 미국 지진해일 경보 센터(NTWC)는 미국과 캐나다 서해안으로 접근하는 원거리 지진해일을 감시한다. 혼란을 방지하기 위해 PTWC는 NTWC가 경보에 실패하지 않는 한 미국 서해안에 대한 주의보나 경보를 발령하지 않는다.
NTWC는 원거리 지진해일 주의보 및 경보 발령 기준에 대한 지침을 아래와 같이 마련했다.
- 예상되는 지진해일 도달 시간이 경보 발령 시점에서 2시간 이상 경과할 경우 먼저 예보(Watch)가 발표된다. 이 경우 경보 혹은 취소령이 발표되기 전에 미국 해양대기청(NOAA) 부표를 통해 지진해일의 존재 유무를 확인할 수 있는 충분한 시간이 확보되며 확인 후 경보 혹은 취소령 발표를 결정한다.
- 환태평양 지역 어디든 규모 M7.5 이상의 지진이 발령되면 상황에 따라 즉시 예보 또는 경보가 발표된다.
- 경보가 발령된 시점에서 2시간 이내에 해일이 육지에 도달할 가능성이 있는 경우 경보가 발표된다.

예를 들어 알류샨 열도에서 규모 M8.0의 지진이 발생하면 미국 워싱턴주, 오리건주, 캘리포니아주 등 미국 서부 해안 주에 우선 쓰나미예보가 발표되고 이후 실제로 지진해일이 발생했음이 확인되면 경보로 승격된다. 해일이 관측되지 않으면 예보 대신 취소령이 발표된다. 만약 미국 서해안에서 M8.0 이상의 지진이 발생한다면 먼저 해일이 발생했는지 확인한 후엔 위험 지역을 대피할 시간이 충분치 않기 때문에 지진해일 발생 확인 없이 즉각 쓰나미경보를 발령한다.

## 역사적 사례
파괴적인 원거리 지진해일은 한 세기에 한두번 꼴로 발생한다고 기록되어 있다. 가장 오래 전에 기록된 원거리 지진해일 중 하나는 1755년 11월에 발생한 1755년 리스본 지진(혹은 리스본 대지진)으로 포르투갈의 리스본을 덮쳐 파괴시킨 지진해일이 발생했다. 이 지진해일은 대서양을 건너 바베이도스와 앤티가 바부다, 서쪽으로는 쿠바까지 카리브해 전역에서도 해일의 흔적이 발견되었다. 해일 높이는 2~3 m로 유지되었으며 수 시간 동안 그대로 유지되며 밀려들어왔다. 피해나 사상자는 보고되지 않았다. 유럽 지역 출처에 따르면 1761년 3월 발생한 지진에서도 아조레스 제도 단층대로 원거리 지진해일이 발생했으나 카리브해에서 지진해일이 관측되지 않았다는 기록이 있다.
마지막으로 대규모 인명피해를 입힌 원거리 지진해일은 2004년에 발생한 인도네시아 수마트라섬 북부 해안의 대지진이다. 해저에서 발생한 해구형 지진으로 인도양 연안의 여러 국가에서 30만명에 가까운 사상자가 발생했다.
환태평양 지역에서는 매 세기마다 큰 규모의 지진으로 몇 차례의 파괴적인 원거리 지진해일이 형성된다. 이런 지진해일은 24시간 이내에 태평양 전 지역으로 전파되며 진원에서 수천 km 떨어진 지역의 해안선에 광범위한 피해를 입힐 수 있다. 마지막으로 피해가 있었던 원거리 지진해일은 2011년 있었던 도호쿠 지방 태평양 해역 지진으로 미국 캘리포니아주 산타크루즈에서 보트 30척이 전복되는 사건이 있었다.
그 외에 큰 피해가 보고된 원거리 지진해일은 아래와 같다.
- 1700년 캐스케이디아 지진
- 1868년 아리카 지진
- 1946년 알류샨 열도 지진
- 1960년 발디비아 지진
- 1964년 알래스카 지진
- 2004년 인도양 지진해일

## 같이 보기
- 쿰브레비에하의 지진해일 위협
- 심해 지진해일 평가 및 보고 체계
- 발생했던 지진해일 목록
- 해구형 지진
- 거대해일
- 기상해일
- 해저 지진